# Numerais hindus
A maioria dos sistemas de notação posicional de base 10 se originaram na Índia, onde os primeiros conceitos de  numeração posicional foram desenvolvidos. O sistema dos numerais indianos é comumente conhecido no Ocidente como hindu arábico ou simplesmente algarismos arábicos, uma vez que chegaram à Europa trazidos pelos árabes. Os hindus contavam agrupando os elementos de de dez em dez. Por este motivo, o sistema de numeração que utilizamos é sistema decimal.

## Numerais Devanagari
Os numerais Devanagari com seus nomes em Sânscrito estão apresentados abaixo com os correspondentes equivalentes Europeu-Indo-Arábicos, mas a pronúncia em Sânscrito e traduções de som similar em algumas línguas europeias.
| Devanagari Moderno | Indo-Arábico | Palavra Sânscrito para numeral ordinal (raiz) | Traduções em algumas línguas |
| ------------------ | ------------ | --------------------------------------------- | ---------------------------- |
| ०                  | 0            | śūnya (शून्य)                                   | sifr (Árabe)                 |
| १                  | 1            | éka (एक)                                      | echad (Hebraico)             |
| २                  | 2            | dvi (द्वि)                                      | dva (Russo)                  |
| ३                  | 3            | tri (त्रि)                                      | tre (Italiano)               |
| ४                  | 4            | catúr (चतुर्)                                   | katër (Albanês)              |
| ५                  | 5            | pañca (पञ्च)                                   | penki (Lituano)              |
| ६                  | 6            | ṣáṣ (षष्)                                      | seis (Espanhol)              |
| ७                  | 7            | saptá (सप्त)                                   | şapte (Romeno)               |
| ८                  | 8            | aṣṭá (अष्ट)                                    | astoņi (Letão)               |
| ९                  | 9            | náva (नव)                                     | nove (Italiano)              |

Sendo o Sânscrito uma das línguas indo-européias, é óbvio (e visível na tabela acima) que as palavras para os numerais indús se assemelhem àquelas do grego e do Latim. A palavra “Shunya" para o “zero” foi traduzida para o Árabe como "صفر" "sifr", significando 'nada' originando o termo "zero" em muitas línguas europeias, do Latim medieval, zephirum (Árabe: sifr).

## Linguagens clássicas da Índia
| algarismos árabes           | 0  | 1 | 2 | 3 | 4 | 5 | 6 | 7 | 8 | 9 | Usados em       |
| --------------------------- | -- | - | - | - | - | - | - | - | - | - | --------------- |
| numerais Tamil              | அல் | ஒ | இ | மு | நா | ஐ | ஆ | ஏ | எ | தொ | Língua tâmil    |
| numerais Canaresa (Kannada) | ೦  | ೧ | ೨ | ೩ | ೪ | ೫ | ೬ | ೭ | ೮ | ೯ | Língua canaresa |
| numerais Telugu             | ౦  | ౧ | ౨ | ౩ | ౪ | ౫ | ౬ | ౭ | ౮ | ౯ | Língua telugu   |

Nota:  O símbolo para zero em Tâmil é uma moderna inovação. Unicode 4.1 e posteriores definem codificação para isso.

## Línguas modernas da Índia
As cinco maiores línguas da Índia, (Hindi, Marata, Concani, Nepali e o próprio Sânscrito) que adotaram a escrita Devanagari  usam naturalmente os símbolos acima; porém, os nomes variam de língua para língua . Na tabela a seguir podem ser vistos símbolos de “0” a “9” presentes em outras escritas de outras da Índia.
| algarismos arábicos   | 0 | 1 | 2 | 3 | 4 | 5 | 6 | 7 | 8 | 9 | Usado em                  |
| --------------------- | - | - | - | - | - | - | - | - | - | - | ------------------------- |
| numerais Nagari Leste | ০ | ১ | ২ | ৩ | ৪ | ৫ | ৬ | ৭ | ৮ | ৯ | Bengali Assamês           |
| numerais Guzerate     | ૦ | ૧ | ૨ | ૩ | ૪ | ૫ | ૬ | ૭ | ૮ | ૯ | Guzerate                  |
| numerais Marata       | ० | १ | २ | ३ | ४ | ५ | ६ | ७ | ८ | ९ | Marata, Sânscrito e Hindi |
| numerais Gurmukhi     | ੦ | ੧ | ੨ | ੩ | ੪ | ੫ | ੬ | ੭ | ੮ | ੯ | Panjabi                   |
| numerais Malaiala     | ൦ | ൧ | ൨ | ൩ | ൪ | ൫ | ൬ | ൭ | ൮ | ൯ | Malaiala                  |
| numerais Oriiá        | ୦ | ୧ | ୨ | ୩ | ୪ | ୫ | ୬ | ୭ | ୮ | ୯ | Oriá                      |
| numerais Lepcha       |   |   |   |   |   |   |   |   |   |   | Sikkim e Butão            |
| numerais Lepcha       | ᱀ | ᱁ | ᱂ | ᱃ | ᱄ | ᱅ | ᱆ | ᱇ | ᱈ | ᱉ | Sikkim e Butão            |

## História
Os primórdios de um sistema de numeração decimal posicional teriam ocorrido por volta de 500 a.C. Antes disso, havia o sistema de numerais brahmi, o qual não seguia o conceito de posições fixas para os símbolos.
Havia, porém, como na numeração romana (não verdadeiramente posicional), símbolos adicionais para as dezenas centenas e milhares.
Esse sistema posicional da Índia se disseminou pela vizinha Pérsia, de onde foi tomado pelos árabes quando da expansão islâmica. Em 662 d.C. um bispo nestoriano, que vivia no que é hoje o Iraque, disse:
Eu omito qualquer discussão sobre a ciência dos Indianos... ou sobre suas pífias descobertas em Astronomia – descobertas que são mais ingênuas que as dos Gregos e Babilônios – e dos seus válidos métodos de cálculo que dispensam discussão. Eu gostaria somente de dizer que essa computação (cálculos) é feita por meio de nove símbolos. Se aqueles que acreditam que porque falam Grego, eles chegaram aos limites da Ciência lessem os textos Indianos, eles se convenceriam ainda que um pouco tarde que há outros conhecem algo de valor.
A adição do zero como o décimo algarismo posicional está documentada por Brahmagupta desde o século VII, embora num mais antigo documento, o Manuscrito Bakhshali, escrito por volta do século V, também já incluísse o Zero. Também nos numerais Khmer  hoje ainda usado no Camboja há evidência do uso do Zero desde também o século VII.
Como os europeus aprenderam essa sistema através dos árabes, os primeiros os denominaram de algarismos arábicos, enquanto que os árabes os chamam de  numerais Indianos. Em círculos acadêmicos eles são chamados de Hindu-Arábicos ou Indo-Arábicos..
A grande significância da numeração puramente posicional teve provavelmente sua melhor descrição pelo matemático francês Pierre Simon Laplace (1749–1827) que escreveu:
Foi a Índia que nos deu o engenhoso método de expressar todos os números pela significação de dez símbolos, cada símbolo recebendo um valor por posição, bem como um valor absoluto; uma ideia profunda e importante que parece tão simples para nós que nós ignoramos seu verdadeiro mérito, mas sua verdadeira simplicidade, a grande facilidade que proveu a todas computações, colocou nossa aritmética no primeiro posto entre as mais úteis invenções, a nós devemos apreciar a grandeza dessa conquista quando lembramos que isso escapou ao gênio de Arquimedes a Apolônio, dois das maiores mentes produzidas pela antiguidade.
Tobias Dantzig, pai de George Dantzig teve isso a dizes em sua obra Número:
 Esse longo período de cinco mil anos viu crescerem e caírem diversas civilizações, cada uma deixando um legado de literatura, arte, filosofia e religião. Mas qual seria a final realização num campo de cálculo, a mais antiga arte praticada pelo homem? Uma numeração inflexível tão básica cujo progresso seria quase impossível e um dispositivo de cálculo tão limitado em escopo que, mesmo os mais elementares cálculos precisassem do serviço de um especialista [...] O homem usou esses dispositivos antigos de cálculo por milhares de anos sem contribuir com uma única ideia para melhorar tais sistemas [...] Mesmo se comprado com o lento crescimento de ideias durante as eras obscuras, a história dos cálculos apresenta um quadro de estagnação desolada. Quando se olha a essa luz, as realizações de algum Hindu desconhecido, o qual em algum tempo dos primeiros séculos de nossa Era (Cristã) descobriu o princípio das posições, assume uma importância de evento mundial.